# Gordon Burniston
Gordon Edmondson Burniston (sinh năm 1885 ở Knaresborough) là một cầu thủ bóng đá, thi đấu cho Huddersfield Town, & Merthyr Town.